# Stanisław August Poniatowski, król Polski (obraz Élisabeth Vigée-Lebrun)

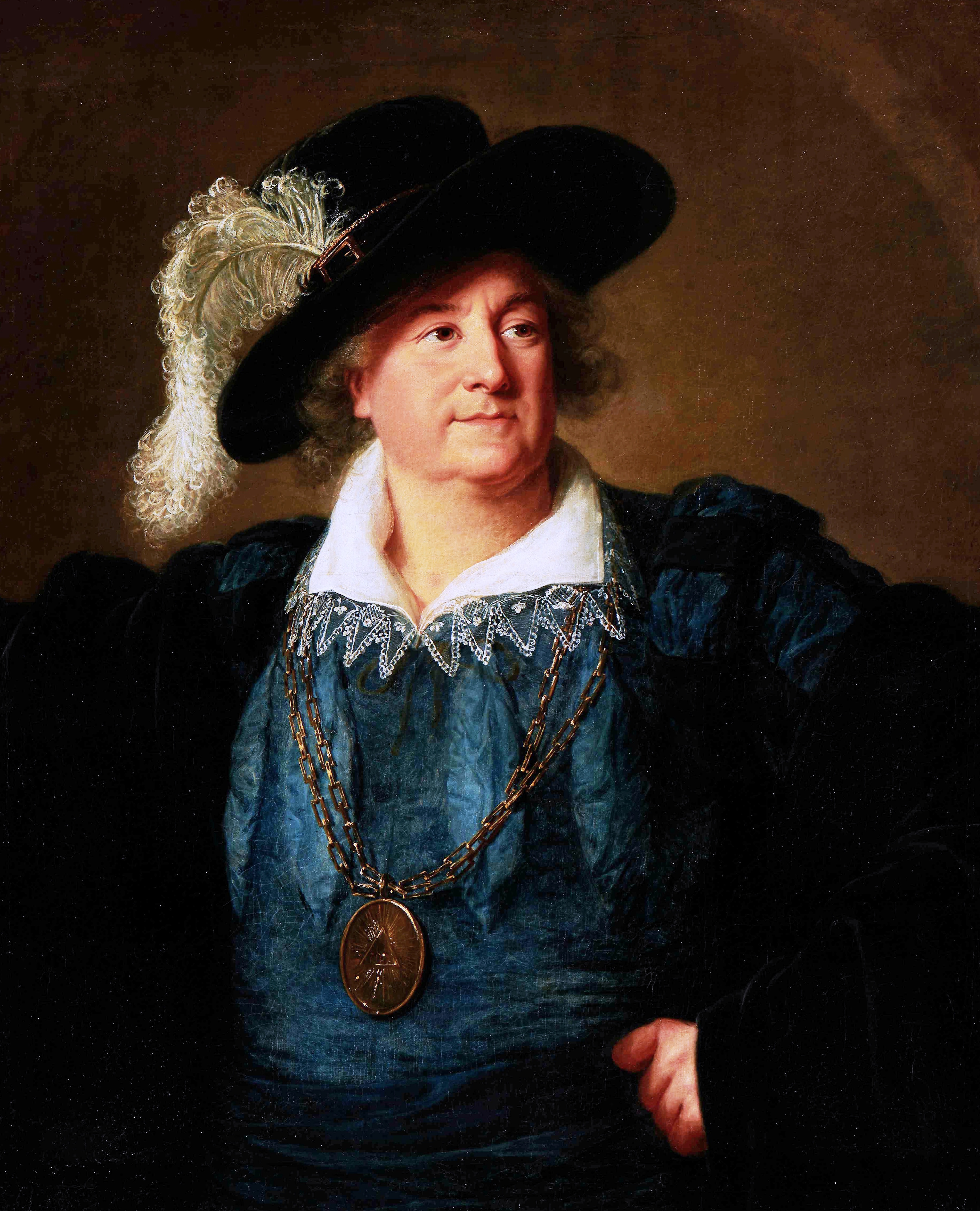
Drugi portret Stanisława Augusta przedstawionego jako Henryk IV, który namalowała artystka w tym samym czasie

Stanisław August Poniatowski, król Polski (fr. Stanislas-Auguste Poniatowski, roi de Pologne) – obraz olejny namalowany przez francuską malarkę Élisabeth Vigée-Lebrun, znajdujący się w zbiorach pałacu w Wersalu na północy Francji.

## Opis
Obraz powstał w roku 1797 w atelier artystki w Petersburgu gdzie wówczas mieszkała i pracowała. Portret przedstawia ostatniego króla Polski Stanisława Augusta Poniatowskiego na oliwkowym tle, przebywającego w tym okresie w stolicy Imperium Rosyjskiego już po swojej abdykacji. 
Stanisław August mający w chwili malowania obrazu 65 lat widoczny jest do bioder, prawie na wprost, w pozycji en trois quarts. Włosy ma siwe, zaczesane do góry, u szyi biały fular i żabot. Monarcha ma na sobie granatową kamizelkę z Orderem Orła Białego na błękitnej wstędze przewieszonej przez lewe ramię do prawego boku. Na ubiór narzucił czerwony płaszcz królewski podbity gronostajami, na którym widoczna jest gwiazda Orderu Orła Białego. Prawa ręka Stanisława Augusta wsunięta jest za brzeg kamizelki, lewa jest uniesiona.
W Muzeum Narodowym w Warszawie znajduje się miniatura portretu Stanisława Augusta Poniatowskiego z 1850 autorstwa niemieckiego malarza Johannesa Ludwiga Heinricha Möllera. Pierwowzorem dla miniatury był portret króla autorstwa Élisabeth Vigée-Lebrun.
Był to jeden z dwóch portretów Stanisława Augusta, jaki wówczas namalowała artystka. Drugi z obrazów przedstawiających zdetronizowanego króla polskiego w postaci Henryka IV znajduje się w Kijowie.